# Koto (vestuario)

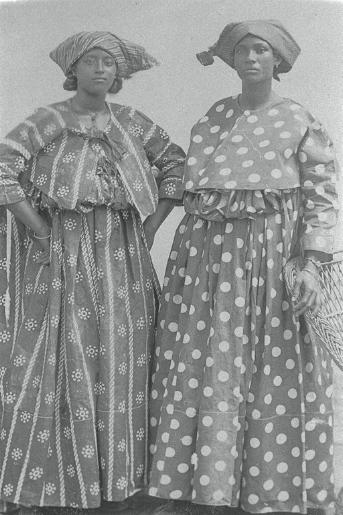
Damas de Surinam vestidas con kotos.

El koto es una prenda tradicional de las mujeres criollas y de origen africanas de Surinam. 
El koto se desarrolló durante el período esclavista de Surinam, su propósito específico era proteger a las mujeres afro-surinamesas del interés sexual de sus propietarios. 
Existen koto para diferentes ocasiones, incluyendo cumpleaños, trabajo, funerales, y para ir a la iglesia. Junto con el koto las mujeres utilizan un pañuelo en la cabeza denominado angisa (a veces anisa), que guarda un significado especial. El pliegue del pañuelo guarda un mensaje oculto. El plegado de estos velos es un arte especial que se transmite por vía oral y se sigue enseñando. 
El desarrollo del koto como una prenda no se ha detenido sino que todavía está evolucionando. Hoy, el koto tradicional y el koto moderno se usan en ocasiones festivas tales como cumpleaños, bodas o dansi koto (una fiesta de baile).